# Ghadir Chumm

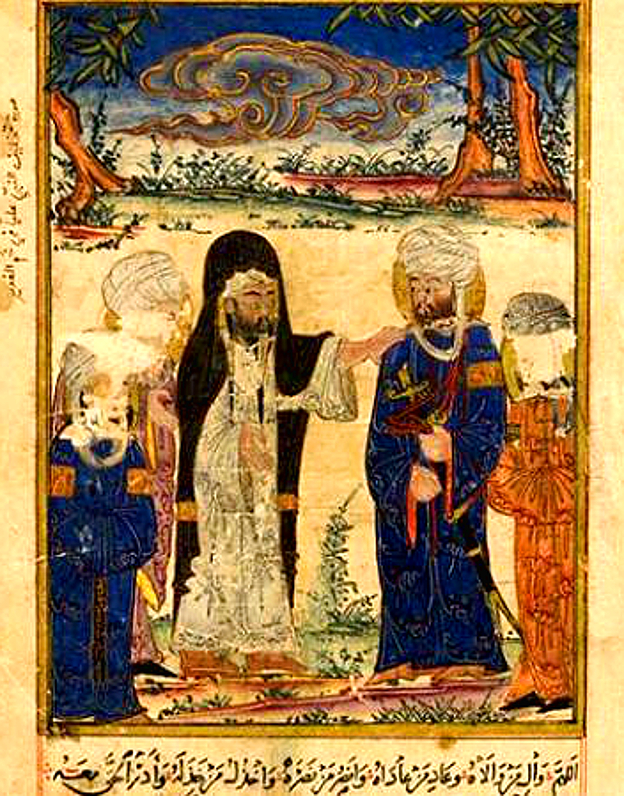
Nadanie władzy Alemu przy Ghadir Chumm (ilustracja z manuskryptu Al-Biruniego)

Ghadir Chumm (arab. ﻏﺪﻳﺮ ﺧﻢ Ġadīr Ḫumm), w dosłownym tłumaczeniu Staw Chumm – hadis opisujący wydarzenie, podczas którego wracający z pielgrzymki Mahomet publicznie nadaje Alemu władzę nad muzułmanami. Przez sunnitów jest uznawany za nieprawdziwy, natomiast dla szyitów jest dowodem na boską interwencję udowadniającą słuszność ich poglądów. 
Wydarzenie opisane w hadisie miało miejsce 10 marca 632 roku w Chumm, które najprawdopodobniej było stawem, oczkiem wodnym lub uroczyskiem i było położone kilka mil od Mekki, na drodze z tego miasta do Medyny. O zdarzeniu wspomina wielu uczonych, nie tylko szyickich, ale również sunnickich. Rocznica wydarzeń z Ghadir Chumm jest przez szyitów obchodzona co roku 18 dnia zu al-hidżdży. 